# Il mondo senza di noi
Il mondo senza di noi (The World Without Us) è un libro scritto in forma documentale che esamina cosa accadrebbe all'ambiente naturale e artificiale se l'uomo scomparisse all'improvviso dalla faccia della Terra.

## Descrizione
Scritto dal giornalista statunitense Alan Weisman, e inteso come un esercizio di pensiero ampiamente documentato, il libro documenta, tra l'altro, le modalità con cui città ed edifici si disferebbero nel tempo, per quanto ancora durerebbero gli artefatti costruiti dall'uomo, e come le forme di vita sopravvissute potrebbero evolversi. Weisman conclude che le periferie residenziali diventerebbero foreste nell'arco di 500 anni, e che i rifiuti radioattivi, le statue in bronzo, la plastica e il Monte Rushmore resteranno tra le più longeve e durature prove della presenza umana sulla Terra.

## Curiosità
Da una rivista anglosassone che ha trattato proprio questo argomento è stato tratto il documentario La Terra dopo l'uomo.

## Edizioni
- Alan Weisman, Il mondo senza di noi, traduzione di Norman Gobetti, collana Stile libero Extra, Einaudi, 2008,  p. 373, ISBN 978-88-06-19137-5.